# Bancroft Bay
Die Bancroft Bay ist eine Bucht an der Danco-Küste des Grahamlands im Norden der Antarktischen Halbinsel. Sie liegt östlich der Charlotte Bay auf der Westseite der Reclus-Halbinsel und ist eine Nebenbucht der Wilhelmina Bay.
Eine erste Kartierung der Bucht nahmen Teilnehmer der Belgica-Expedition (1897–1899) des belgischen Polarforschers Adrien de Gerlache de Gomery vor. Eine erneute Kartierung erfolgte durch den Falklands Islands Dependencies Survey anhand von Luftaufnahmen der Falkland Islands and Dependencies Aerial Survey Expedition (1955–1957). Das UK Antarctic Place-Names Committee benannte sie nach Anthony David Bancroft (* 1927), leitender Geodät bei letzterer Expedition.